# Raymond VII de Toulouse
Pour les articles homonymes, voir Raymond.
Raymond VII (IX) de Toulouse (° juillet 1197 à Beaucaire – † 27 septembre 1249 à Millau), est un comte de Toulouse, de Saint-Gilles, duc de Narbonne, marquis de Gothie et de Provence de 1222 à 1249. Il était le fils de Raymond VI, comte de Toulouse, de Saint-Gilles, marquis de Gothie et de Provence et duc de Narbonne et de Jeanne d'Angleterre. Par sa mère, il était petit-fils du roi Henri II d'Angleterre, neveu des rois d'Angleterre Richard Cœur de Lion et Jean sans Terre et par conséquent cousin du roi Henri III d'Angleterre.

## Biographie
En 1215, le concile de Latran dépossède son père Raymond VI de tous ses États pour les donner à Simon IV de Montfort, ne laissant que le marquisat de Provence à Raymond VII, si sa conduite montrait sa droiture religieuse. Profitant de la présence de Simon de Montfort en Île-de-France pour rendre hommage au roi Philippe Auguste, les deux Raymond débarquent à Marseille en mai 1216, prennent Beaucaire et assiègent le château, tenu par une garnison de Montfort. Raymond VI se rend ensuite en Aragon, tandis que Raymond VII assiège les troupes de Montfort. Pour sauver la garnison du château, Simon de Montfort est obligé de livrer le château et de lever le siège de la ville le 24 août : c’est la première défaite d’importance de Simon de Montfort en Occitanie. Et la révolte commence à poindre. Profitant d’un moment où Montfort guerroie dans le Valentinois, Raymond VI reprend Toulouse, et est bientôt rejoint par son fils. Simon de Montfort se dirige vers sa propre tombe ; il assiège Toulouse en 1218, où il est tué.

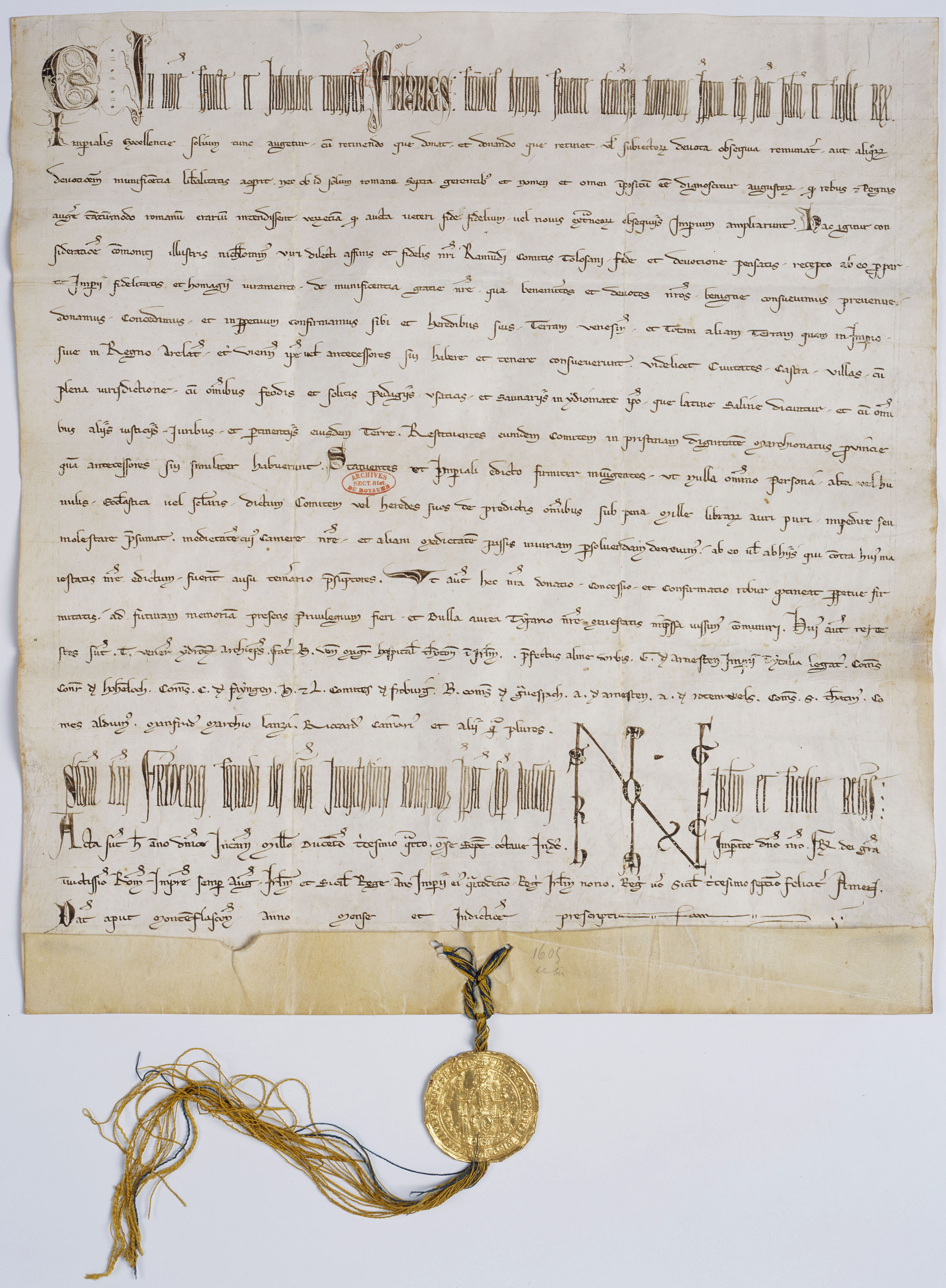
Bulle de l'empereur Frédéric II donnant à Raymond VII, comte de Toulouse, le Comtat Venaissin et diverses autres terres, 8 septembre 1234. Archives nationales AE/I/1 no 1.

Pour éviter que la lutte ne s’envenime religieusement, Raymond VI, excommunié depuis dix ans, reste en retrait, tandis que Raymond VII mène la lutte contre Amaury VI de Montfort et regagne le terrain perdu. Raymond VI meurt en août 1222 et Raymond VII lui succède, sans qu’Amaury de Montfort ne puisse s’y opposer, mais qui le place automatiquement sous le coup de l'excommunication. Raymond VII, allié au comte Raymond-Roger de Foix, puis à son fils Roger-Bernard II continue la lutte contre Montfort et reconquiert l’ensemble du « Grand Languedoc ». Amaury, à qui il ne reste que la ville de Carcassonne, doit renoncer en janvier 1224, se retire en Île-de-France et cède tous ses droits sur ses terres occitanes au roi Louis VIII.
À l'occasion des conciles de Montpellier (25 août 1224) et de Bourges (30 novembre 1225), Raymond VII prend l'engagement de se soumettre et de lutter contre les cathares, mais ces promesses n'empêchent pas l'organisation d'une nouvelle « croisade » contre lui. Louis VIII intervient au sud, prend Avignon, reconquiert les trois vicomtés Trencavel qu’il rattache à la Couronne et transforme en sénéchaussées, soumet le Toulousain, mais meurt au retour, à Montpensier. Blanche de Castille, la régente, envoie Humbert V de Beaujeu pour restaurer l’autorité royale en Languedoc.
Après deux ans de guérilla, et quelques semaines de négociations à Meaux, Raymond se résigna à signer le traité de Paris en 1229, par lequel il cédait les anciennes vicomtés Trencavel au roi de France et accordait Jeanne, sa fille et unique héritière, à Alphonse de Poitiers, frère du roi Louis IX. Il y apposa sa signature le jeudi 12 avril qui était, cette année-là, le jeudi saint. Le jour-même et conformément aux clauses du traité, il se rendit sur le parvis de la cathédrale Notre-Dame pour faire amende honorable du ralliement de son comté et de certains membres de sa maison à la doctrine des cathares. Les fêtes de Pâques purent ainsi être célébrées dans la concorde et la communion doctrinale. Certains historiens ont mis en doute la sincérité de son ralliement doctrinal et affirmé qu'on lui avait imposé une humiliation qu'il avait dû subir sous la contrainte. Cette opinion n'est pas admise par tous les auteurs.
Cette soumission restaura une véritable dépendance du comté de Toulouse à la Couronne de France, et le pape Grégoire IX créa bientôt, en 1233, l’Inquisition pour lutter contre la doctrine cathare. Des magistrats, envoyés de Paris, fondèrent dès 1229 une université à Toulouse où s'illustrèrent des savants appartenant à l'ordre fondé par saint Dominique. Le comte et les consuls de la ville de Toulouse réussirent par la suite avec le temps à exercer un certain contrôle sur cette université.
Par ailleurs, le Marquisat de Provence étant toujours occupé par les forces pontificales depuis la croisade des Albigeois, il en demanda la restitution au pape Grégoire IX. Ce dernier tergiversant et usant de manœuvre dilatoire pour conserver son emprise sur ce pays, le comte de Toulouse eut recours à un coup de force pour récupérer ses terres en violation du Traité de Paris, avec le soutien tacite du roi de France qui veut conserver le possible héritage des Saint-Gilles. Le Comtat Venaissin ne passera à l'église qu'en 1274, 3 ans après la mort d'Alphonse de Poitiers.

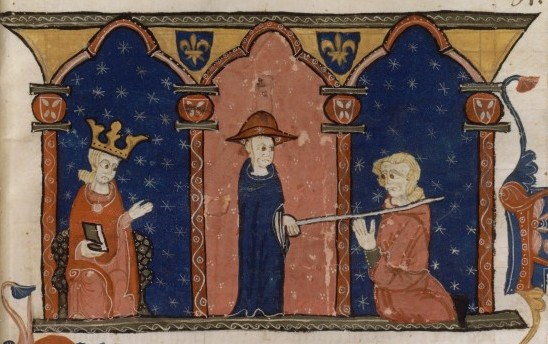
Raymond VII se soumettant au roi de France Louis IX.

Pour se débarrasser de la tutelle royale, Raymond entre, en 1241, dans une coalition dirigée contre le roi Louis IX de France et son frère Alphonse de Poitiers, qui était devenu gendre de Raymond. Cette coalition est formée du roi d’Angleterre, du comte de Foix et des seigneurs poitevins, parmi lesquels Hugues X de Lusignan, dont il épouse la fille, Marguerite. Cette coalition doit susciter des révoltes simultanées dans le Poitou et le Languedoc, mais des imprudences de Lusignan la font révéler prématurément, et les conjurés, vaincus en juillet 1242 à la bataille de Taillebourg, doivent faire leur soumission. Raymond attaque le comte de Foix, son vassal, en janvier 1243 car ce dernier avait quitté la coalition avant même le début des hostilités. Finalement, le comte Raymond doit rendre hommage au roi de France Louis en 1243 et rendre les terres conquises au comte de Foix. Par prudence, il n’aidera pas la révolte de Raimond II Trencavel cette même année.
En janvier 1244, Raymond envoie l'ingénieur Bertrand de la Bacalaria pour aider les assiégés de Montségur à se défendre avec des machines de guerre.
En 1248, le roi Louis IX part en croisade, accompagné d’une grande partie de son ost. Raymond reste en France, espérant profiter de son absence pour reconquérir ses domaines, mais la maladie le surprend alors qu’il se trouve à Creissels, près de Millau, où il meurt en septembre 1249 à l'âge de 52 ans. Son gendre devient comte de Toulouse et, après la mort de ce dernier en 1271, le comté est annexé par la Couronne de France.

## Mariages et enfant
En 1211, il avait épousé Sancie d'Aragon (1186-1242), fille du roi-troubadour Alphonse II et de Sancha de Castille. Elle donne naissance à Jeanne de Toulouse (1220-1271), comtesse de Toulouse, marquise de Provence et de Gothie, duchesse de Narbonne, mariée le 13 mars 1234 à Alphonse de France, comte de Poitiers.
Comme celle-ci ne lui a laissé qu’une fille promise en mariage à un Capétien, et qu’il espère un fils permettant d’annuler les clauses du traité de Paris, Raymond répudie Sancie en 1241 et négocie avec le comte Raimond Bérenger IV de Provence son mariage avec Sancie de Provence, mais ce mariage nécessite l’accord du pape. Or, Célestin IV vient de mourir et il n’y aura pas d’élection de pape avant un an. Lassé d’attendre, le comte de Provence marie Sancie avec Richard de Cornouailles et Raymond épouse en 1243 Marguerite de Lusignan (1228 † 1288), fille d’Hugues X de Lusignan, comte de la Marche et d’Angoulême. Mais le mariage est annulé en 1245 par sentence des juges délégués par le pape pour des raisons de consanguinité.